# Autoestrada A13 (Itália)
A Autoestrada A13 é uma autoestrada da Itália, que conecta Bolonha a Pádua via Ferrara e Rovigo. Com 116.7 km de extensão, foi inaugurada em 6 de junho de 1970. É inteiramente gerida pela Autostrade per l'Italia.

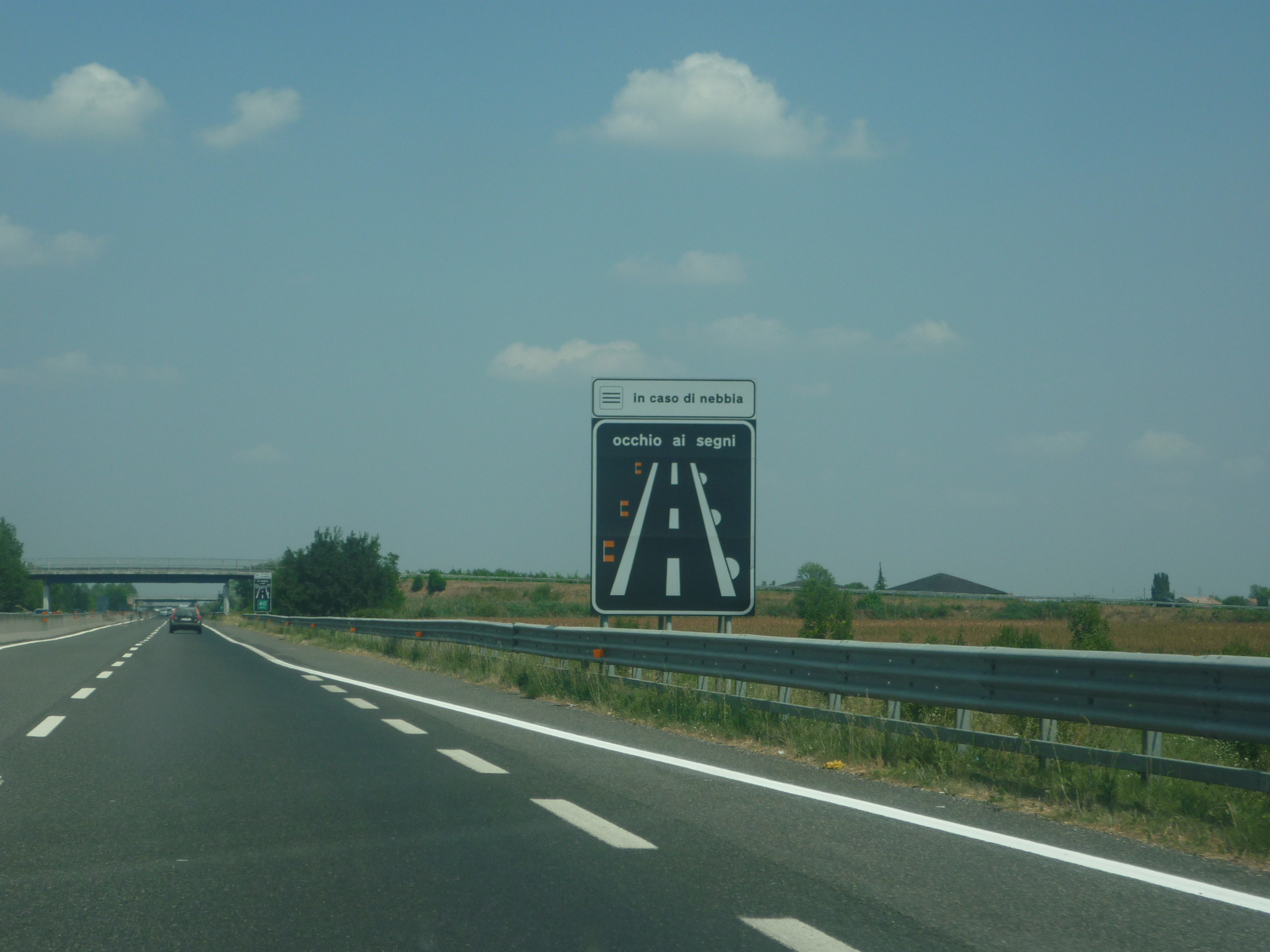
Uma das sinalizações rodoviárias experimentais anti-névoa

A autopista transcorre completamente pela Planície Padana e atravessa duas regiões da Itália, Emília-Romanha e Vêneto. Devido às características morfológicas do terreno que atravessa, é frequente que no inverno seja invadida pela névoa, que produz uma visibilidade muito escassa. Por isso, foi a primeira autoestrada a receber sinalização anti-névoa.

## Rota
| BOLOGNA - PADOVA | |        |       |           |
| Tipo             | Indicazione | ↓km↓   | ↑km↑  | Provincia |
|                  | Bologna Borgo Panigale - Bologna Casalecchio Milano-Firenze Bologna San Lazzaro - Ancona Tangenziale di Bologna | 0      | 116,7 | BO        |
|                  | Bologna Arcoveggio Tangenziale di Bologna                                                                       | 0,6    | 116,1 | BO        |
|                  | Bologna Interporto                                                                                              | 7,9    | 108,8 | BO        |
|                  | Area Servizio "Castel Bentivoglio"                                                                              | 11,7   | 105   | BO        |
|                  | Altedo | 20,5   | 96,2  | BO        |
|                  | Ferrara Sud Raccordo Ferrara - Porto Garibaldi                                                                  | 33,7   | 83    | FE        |
|                  | Ferrara Nord | 41,9   | 74,8  | FE        |
|                  | Area Servizio "Po"                                                                                              | 43,4   | 73,3  | FE        |
|                  | Occhiobello | 49,1   | 67,6  | RO        |
|                  | Villamarzana - Rovigo Sud Transpolesana - Verona                                                                | 63     | 53,7  | RO        |
|                  | Area Servizio "Adige"                                                                                           | 65,3   | 51,4  | RO        |
|                  | Rovigo Centro                                                                                                   | 70,4   | 46,3  | RO        |
|                  | Boara - Rovigo Nord                                                                                             | 74,8   | 41,9  | PD        |
|                  | Monselice | 88,6   | 28,1  | PD        |
|                  | Terme euganee                                                                                                   | 95     | 21,7  | PD        |
|                  | Area Servizio "San Pelagio"                                                                                     | 98,2   | 18,5  | PD        |
|                  | Diramazione Padova Sud                                                                                          | 101,8* | 14,9† | PD        |
|                  | Padova Zona Industriale                                                                                         | 112,4  | 4,3   | PD        |
|                  | Milano - Venezia                                                                                                | 116,7  | 0     | PD        |

* somente em saída

† somente em entrada